# Орлова, Надежда Павловна (политик)
Надежда Павловна Орлова (род. 1980, Мичуринск, Тамбовская область) — российский государственный и политический деятель. Депутат Государственной Думы пятого созыва, член фракции Единая Россия в Государственной думе V созыва, член Комитета Думы по конституционному законодательству и государственному строительству.

## Биография
Надежда Орлова родилась 16 июля 1980 года в городе Мичуринске Тамбовской области.
В 1997 году получила аттестат о полном среднем образовании и золотую медаль за отличное обучение в школе. Поступила в Калужский государственный педагогический университет, на факультет иностранных языков, но уже после первого курса перевелась в Московский государственный институт международных отношений (МГИМО) МИД СССР. В 2003 году завершила обучение и получила диплом о высшем образовании, обучалась на факультете международной журналистики, отделение «связей с общественностью».
В 2003 году трудоустроилась ведущим специалистом на свой факультет МГИМО. Была направлена на четырёхмесячную практику в США в Университет Северной Каролины.
В 2004 году трудоустроилась специалистом по корпоративным вопросам в компанию Kraft Foods.
В 2005 году стала работать в православном журнале «Фома».
В 2006 году выехала на озеро Байкал и трудилась в качестве пионервожатой в лагере для малолетних правонарушителей. Опыт работы вожатой у неё был, так как два сезона будучи студентом работала в лагере имени Гагарина от МГИМО.
Осенью 2006 года пришла работать в «Молодую Гвардию», специалистом по политическим технологиям, была куратором программ политической учёбы Центрального штаба.
С 2007 по 2008 год избрана председателем политсовета «Молодой Гвардии Единой России».
На выборах депутатов Государственной Думы V созыва баллотировалась по партийным спискам «Единой России» в региональной группе № 45 «Калужская область». В Думу сразу не прошла.
В 2009 году назначена на должность заместителя руководителя исполкома петербургского отделения «Единой России». 5 мая 2010 года становится руководителем исполнительного комитета Псковского регионального отделения партии «Единая Россия».
В марте 2011 года депутат государственной Думы пятого созыва Валерий Комиссаров добровольно уходит из депутатов, освободив мандат. Решением партии «Единая Россия» этот мандат передан Орловой. С 23 марта 2011 года и до окончания срока полномочия Думы она работает в Государственной Думе, где была членом по конституционному законодательству и государственному строительству. Член фракции Единая Россия в Государственной думе V созыва. Срок полномочий завершился в декабре 2011 года. Уехала с семьёй в Калугу.
В депутаты Государственной Думы шестого созыва не баллотировалась.
В июне 2012 года была назначена заместителем председателя комитета города Санкт-Петербург по молодёжной политике и взаимодействию с общественными организациями.

## Семья
Замужем, имеет 5 детей.